# Створення світу (балет)
Концерт-симфонія  «СТВОРЕННЯ СВІТУ» — одноактний балет в шести картинах Даріуса Мійо із присвятою Полю Коллару та Роже Дезормьєру, написаний в ранній період творчості на лібрето Блеза Цендрарса на основі міфології африканської народності фанг. Хореографічне лібрето написав Жан Бєрлін. Костюми та декорації створив Фернан Леже (натхненням були творчі пошуки Пабло Пікассо). Прем'єра відбулася 25 жовтня 1923 року в Театрі на Єлисейських полях.

## Виконавський склад та хореографи
Це неординарний інструментальний ансамбль у складі 17 виконавців: фортепіано, по 2 флейти, кларнети, труби, фагот, альтовий саксофон, англійський ріжок, тромбон, струнний квартет, 3 литаври та 2 малі литаври, перкусія (малий барабан, великий барабан, бубон, ударна установка, тарілки, дерев'яний брусок, коров'ячий дзвінок).
Хореографію виконав танцювальний акціоністський ансамбль Шведський балет.. Трупа вирізнялася з-поміж усіх індивідуальним стилем, що поєднував пантоміму, акробатичні трюки, малювання в процесі розгортання твору тощо; також артисти могли провокувати та залучати глядачів до участі у дії. З ними постійно співпрацювали і Кокто, і Цендрарс, і Клодель, і Мійо, І Саті, і Пулленк, і Онеґґер, і Орік. Учасники трупи безперестанно гастролювали і таким чином пропагували новий балет).

## Особливості музичної мови
Основою оновлення інтонаційного словника стала джазова музика, яку Мійо вперше почув у Лондоні в 1920 році. Бажання ознайомитися з автентичним джаомз привело композитора до Гарлема в 1922 році. Після повернення в Францію Мійо ходив слухати «чорний шум» піаніста Жана Вінера в Ґайя кафе. Назва «чорний шум»  демонструє як сприймали парижани джазову музику. Отже, написання джазового балету  було дуже доречною просвітницькою роботою.

## Характеристика розділів

#### 1 картина
Увертюра. На сцені максимально темно. Вся трупа у темних костюмах пластично і хаотично рухається ледве тримаючись на ногах — це хаос, що панував до створення світу. Поступово сцена світліє і проступають лики божеств-творців світу Нзаме, Мебера, Нква.
Музика: 2/2, поліладовість (Ре-ре), соло саксофону на фоні остинато фортепіано та скрипок (паралельні терції, діатоніка), кульмінація підкреслюється підголосками тромбонів із форшлагами та гліссандо, а трибожжя композитор передає появою структур із паралельних тризвуків.

#### 2 картина
Хаос до початку світу. Це картина містичного обряду — створення світу, що різко обривається.
Музика: чотириголосна джазова фуґа (тембри голосів і порядок проведення теми: контрабас — тромбон — саксофон — труба), що звучить на тлі ритмічно-інтонаційного остинато фортепіано та ударних.

#### 3 картина
Народження флори і фауни. Сцена світліє і видно Дерево Життя. Листя, що падає з нього торкаючись землі перетворюється на дивовижні тварини.
Музика: плавна мелодія флейти на основі оспівувань символізує ріст Дерева Життя. У супроводі  - остинато струнних та фортепіано (мотив і спосіб викладу ідентичні до супроводу першого розділу) та цитати з другого розділу в партії віолончелі. Нова мелодія — чуттєвий блюз (в партії гобоя).

#### 4 картина
Народження чоловіка та жінки. Після раптового струсу на сцені з'являються велетенські окремі частини тіла, що згодом  складаються в фігури чоловіка та жінки.
Музика: скрипки та фагот виконують танець кейквок. Дуже багато підголосків, а також посилюється роль ударних. Ритм як у регтаймі, є характерні для жанру повтори.

#### 5 картина
Бажання. Чоловік та жінка пізнають одне одного.
Музика: пристрасний порив Мійо демонструє через активну партію ударних, а ніжність — через соло кларнета. У супроводі звучить остинато з картини, а також ритм з кейквоку

#### 6 картина
Весна/Заспокоєння. Всі досягають умиротворення і групи танцюристів поступово повільно сходять зі сцени. Останніми дуже повільно і плавно за лаштунки заходять чоловік та жінка.
Музика: звучать цитати з третьої, першої та другої картин. На завершення — тема фуґи (флейта на фрулато).